# Liste der Staatsoberhäupter 1924
Übersicht
◄◄ | ◄ | 1920 | 1921 | 1922 | 1923 | Liste der Staatsoberhäupter 1924 | 1925 | 1926 | 1927 | 1928 | ► | ►►

Weitere Ereignisse

## Afrika
- Ägypten (1914–1936 britisches Protektorat)
  - Staatsoberhaupt: König Fu'ād I. (1917–1936) (bis 1922 Sultan)
  - Regierungschef:
    - Ministerpräsident Abdel Fattah Yahya Ibrahim Pascha (1923–26. Januar 1924, 1933–1934)
    - Ministerpräsident Saad Zaghlul Pascha  (26. Januar 1924–24. November 1924)
    - Ministerpräsident Ahmed Ziwar Pascha (24. November 1924–1926)

  - Britischer Hochkommissar: Edmund Allenby, 1. Viscount Allenby (1919–1925)

- Äthiopien
  - Staats- und Regierungschef: Kaiserin Zauditu (1916–1930)
    - Regent: Ras Tafari Makonnen (1916–1930) (1930–1974 Kaiser)

- Liberia
  - Staats- und Regierungschef: Präsident Charles D. B. King (1920–1930)

- Südafrika
  - Staatsoberhaupt: König Georg V. (1910–1936)
    - Generalgouverneur:
      - James Rose Innes (1923–21. Januar 1924) (kommissarisch)
      - Alexander Cambridge, 1. Earl of Athlone (1924–21. Januar 1931)

  - Regierungschef:
    - Ministerpräsident Jan Christiaan Smuts (1919–30. Juni 1924, 1939–1948)
    - Ministerpräsident J.B.M. Hertzog (30. Juni 1924–1939)

## Amerika

### Nordamerika
- Kanada
  - Staatsoberhaupt: König Georg V. (1910–1936)
    - Generalgouverneur: Julian, Lord Byng (1921–1926)

  - Regierungschef: Premierminister William Lyon Mackenzie King (1921–1926, 1926–1930, 1935–1948)

- Mexiko
  - Staats- und Regierungschef:
    - Präsident Álvaro Obregón (1920–30. November 1924)
    - Präsident Plutarco Elías Calles (1. Dezember 1924–1928)

- Neufundland
  - Staatsoberhaupt: König Georg V. (1910–1936)
    - Gouverneur: William Allardyce (1922–1928)

  - Regierungschef:
    - Premierminister William Warren (1923–10. Mai 1924)
    - Premierminister Albert Hickman (10. Mai 1924–9. Juni 1924)
    - Premierminister Walter Stanley Monroe (9. Juni 1924–1928)

- Vereinigte Staaten von Amerika
  - Staats- und Regierungschef: Präsident Calvin Coolidge (1923–1929)

### Mittelamerika
- Costa Rica
  - Staats- und Regierungschef:
    - Präsident Julio Acosta García (1920–8. Mai 1924)
    - Präsident Ricardo Jiménez Oreamuno (1910–1914, 8. Mai 1924–1928, 1932–1936)

- Dominikanische Republik (1916–1924 von den USA besetzt)
  - Staats- und Regierungschef:
    - Präsident Juan Bautista Vicini Burgos (1922–12. Juli 1924) (kommissarisch)
    - Präsident Horacio Vásquez (1899, 1902–1903, 12. Juli 1924–1930)

- El Salvador
  - Staats- und Regierungschef: Präsident Alfonso Quiñónez Molina (1914–1915, 1918–1919, 1923–1927)

- Guatemala
  - Staats- und Regierungschef: Präsident José María Orellana Pinto (1921–1926)

- Haiti (1915–1934 von den USA besetzt)
  - Staats- und Regierungschef: Präsident Louis Bornó (1922–1930)

- Honduras
  - Staats- und Regierungschef:
    - Präsident Rafael López Gutiérrez (1920–10. März 1924) (ab 1. März 1924 kommissarisch)
    - Präsident Francisco Bueso (10. März 1924–27. April 1924) (kommissarisch)
    - Präsident Tiburcio Carías Andino (27. April 1924–30. April 1924, 1933–1949)
    - Präsident Vicente Tosta Carrasco (30. April 1924–1925) (kommissarisch)

- Kuba
  - Staats- und Regierungschef: Präsident Alfredo Zayas y Alfonso (1921–1925)

- Nicaragua
  - Staats- und Regierungschef: Präsident Bartolomé Martínez González (1923–1925) (kommissarisch)

- Panama
  - Staats- und Regierungschef:
    - Präsident Belisario Porras Barahona (1912–1916, 1918–1920, 1920–1. Oktober 1924)
    - Präsident Rodolfo Chiari (1. Oktober 1924–1928)

### Südamerika
- Argentinien
  - Staats- und Regierungschef: Präsident Marcelo Torcuato de Alvear (1922–1928)

- Bolivien
  - Staats- und Regierungschef: Präsident Bautista Saavedra Mallea (1920–1925)

- Brasilien
  - Staats- und Regierungschef: Präsident Artur da Silva Bernardes (1922–1926)

- Chile
  - Staats- und Regierungschef:
    - Präsident Arturo Alessandri (1920–12. September 1924, 1925, 1932–1938)
    - Vorsitzender der Junta Luis Altamirano (12. September 1924–1925) (kommissarisch)

- Ecuador
  - Staats- und Regierungschef:
    - Präsident José Luis Tamayo (1920–1. September 1924)
    - Präsident Gonzalo S. Córdova (1. September 1924–1925)

- Kolumbien
  - Staats- und Regierungschef: Präsident Pedro Nel Ospina (1922–1926)

- Paraguay
  - Staats- und Regierungschef:
    - Präsident Eligio Ayala (1923–17. März 1924, 1924–1928) (kommissarisch)
    - Präsident Luis Alberto Riart (17. März 194–15. August 1924) (kommissarisch)
    - Präsident Eligio Ayala (1923–1924, 15. August 1924–1928)

- Peru
  - Staatsoberhaupt: Präsident Augusto B. Leguía y Salcedo (1908–1912, 1919–1930) (1904–1907 Ministerpräsident)
  - Regierungschef:
    - Ministerpräsident Julio Enrique Ego Aguirre (1922–12. Oktober 1924)
    - Ministerpräsident Alejandrino Maguiña (12. Oktober 1924–1926)

- Uruguay
  - Staats- und Regierungschef: Präsident José Serrato (1923–1927)

- Venezuela
  - Staats- und Regierungschef: Präsident Juan Vicente Gómez (1909–1910, 1910–1914, 1922–1929, 1931–1935)

## Asien

### Ost-, Süd- und Südostasien
- Bhutan
  - Herrscher: König Ugyen Wangchuk (1907–1926)

- China
  - Staatsoberhaupt:
    - Präsident Cao Kun (1923–2. November 1924)
    - (amtierend) Huang Fu (2. November–24. November 1924)

  - Regierungschef:
    - Premier des Ministerrats Gao Lingwei (1923–12. Januar 1924)
    - Premier des Ministerrats Sun Baoqi (12. Januar–2. Juli 1924)
    - (amtierend) Wellington Koo (2. Juli–14. September 1924)
    - Premier des Ministerrats Yan Huiqing (14. September–31. Oktober 1924)
    - (amtierend) Huang Fu (31. Oktober–24. November 1924)

  - Staats- und Regierungschef: (provisorisch) Duan Qirui (24. November 1924–1926)

- Britisch-Indien
  - Kaiser: Georg V. (1910–1936)
  - Vizekönig: Rufus Isaacs (1921–1925)

- Japan
  - Staatsoberhaupt: Kaiser Yoshihito (1912–1926)
  - Regierungschef:
    - Premierminister Yamamoto Gonnohyōe (1923–7. Januar 1924)
    - Premierminister Kiyoura Keigo (7. Januar–11. Juni 1924)
    - Premierminister Katō Takaaki (11. Juni 1924–1926)

- Nepal
  - Staatsoberhaupt: König Tribhuvan (1911–1955)
  - Regierungschef: Ministerpräsident Chandra Shamsher Jang Bahadur Rana (1901–1929)

- Siam (heute: Thailand)
  - Herrscher: König Vajiravudh (1910–1925)

### Vorderasien
- Irak
  - Staatsoberhaupt: König Faisal I. (1921–1933)
  - Regierungschef:
    - Ministerpräsident Dschafar al-Askari (1923–2. August 1924)
    - Ministerpräsident Yasin al-Hashimi (2. August 1924–1925, 1935–1936)

- Jemen
  - Herrscher: König Yahya bin Muhammad (1918–1948)

- Kuwait
  - Herrscher: Emir Ahmad Al-Jaber Al-Sabah (1921–1950)

- Persien (heute: Iran)
  - Staatsoberhaupt: Schah Ahmad Schah Kadschar (1909–1925)
  - Regierungschef: Ministerpräsident Reza Khan Sardar Sepah (1923–1925)

- Transjordanien (heute: Jordanien)
  - Herrscher: Emir Abdallah ibn Husain I. (1921–1951)

### Zentralasien
- Afghanistan
  - Herrscher: König Amanullah Khan (1919–1929)

- Mongolei
  - Staatsoberhaupt:
    - Vorsitzender des Präsidiums des Großen Staats-Churals Bogd Khan (1911–1924)
    - Vorsitzender des Großen Staats-Churals Nawaandordschiin Dschadambaa (28. November–29. November 1924)
    - Vorsitzender des Großen Staats-Churals Peldschidiin Genden (29. November 1924–1927)

  - Regierungschef: Vorsitzender des Rats der Volkskommissare Balingiin Tserendordsch Beyse (1923–1928)

- Tibet (umstritten)
  - Herrscher: Dalai Lama Thubten Gyatso (1913–1933)

## Australien und Ozeanien
- Australien
  - Staatsoberhaupt: König Georg V. (1910–1936)
  - Generalgouverneur: Henry Forster, 1. Baron Forster (1920–1925)
  - Regierungschef: Premierminister Stanley Bruce (1923–1929)

- Neuseeland
  - Staatsoberhaupt: König Georg V. (1910–1936)
  - Generalgouverneur:
    - Generalgouverneur John Jellicoe, 1. Viscount Jellicoe (1920–12. Dezember 1924)
    - Generalgouverneur Charles Fergusson (13. Dezember 1924–1930)

  - Regierungschef: Premierminister William Massey (1912–1925)

## Europa
- Albanien
  - Staatsoberhaupt:
    - Regentschaftsrat (1920–1925)
    - Vorsitzender der nationalen Regierung Fan Noli (2. Juli 1924–24. Dezember 1924) (kommissarisch) (1924 Ministerpräsident)

  - Regierungschef:
    - Ministerpräsident Ahmet Zogu (1922–5. März 1924, 1925) (1925–1928 Präsident, 1928–1939 König)
    - Ministerpräsident Shefqet Bej Vërlaci (5. März 1924–2. Juni 1924, 1939–1941)
    - Ministerpräsident Iliaz Vrioni (1920–1921, 2. Juni 1924–16. Juni 1924, 1924–1925)
    - Ministerpräsident Fan Noli (16. Juni 1924–26. Dezember 1924) (1924 Vorsitzender der nationalen Regierung)
    - Ministerpräsident Iliaz Vrioni (1920–1921, 1924, 26. Dezember 1924–1925)

- Andorra
  - Co-Fürsten:
    - Staatspräsident von Frankreich:
      - Alexandre Millerand (1920–1924)
      - Gaston Doumergue (1924–1931)

    - Bischof von Urgell: Justí Guitart i Vilardebò (1920–1940)

- Belgien
  - Staatsoberhaupt: König Albert I. (1909–1934)
  - Regierungschef: Ministerpräsident Georges Theunis (1921–1925, 1934–1935)

- Bulgarien
  - Staatsoberhaupt: Zar Boris III. (1918–1943)
  - Regierungschef: Ministerpräsident Aleksandar Zankow (1923–1926)

- Dänemark
  - Staatsoberhaupt: König Christian X. (1912–1947) (1918–1944 König von Island)
  - Regierungschef:
    - Ministerpräsident Niels Neergaard (1908–1909, 1920–23. April 1924)
    - Ministerpräsident Thorvald Stauning (23. April 1924–1926, 1929–1942)

- Deutsches Reich
  - Staatsoberhaupt: Reichspräsident Friedrich Ebert (1919–1925)
  - Regierungschef: Reichskanzler Wilhelm Marx (1923–1925)

- Estland
  - Staats- und Regierungschef:
    - Staatsältester Konstantin Päts (1921–1922, 1923–26. März 1924, 1931–1932, 1932–1933, 1933–1940) (1918–1919, 1934–1937 Ministerpräsident)
    - Staatsältester Friedrich Karl Akel (26. März 1924–16. Dezember 1924)
    - Staatsältester Jüri Jaakson (16. Dezember 1924–1925)

- Finnland
  - Staatsoberhaupt: Präsident Kaarlo Juho Ståhlberg (1919–1925)
  - Regierungschef:
    - Ministerpräsident Kyösti Kallio (1922–18. Januar 1924, 1925–1926, 1929–1930, 1936–1937) (1937–1940 Präsident)
    - Ministerpräsident Aimo Kaarlo Cajander (1922, 18. Januar 1924–31. März 1924, 1937–1939)
    - Ministerpräsident Lauri Ingman (1918–1919, 31. Mai 1924–1925)

- Frankreich
  - Staatsoberhaupt:
    - Präsident Alexandre Millerand (1920–11. Juni 1924) (1920 Präsident des Ministerrats)
    - Präsident Frédéric François-Marsal (11. Juni 1924–13. Juni 1924) (kommissarisch) (1924 Präsident des Ministerrats)
    - Präsident Gaston Doumergue (13. Juni 1924–1931) (1913–1914, 1934–1944 Präsident des Ministerrats)

  - Regierungschef:
    - Präsident des Ministerrats Raymond Poincaré (1912–1913, 1922–9. Juni 1924, 1926–1929) (1913–1920 Präsident)
    - Präsident des Ministerrats Frédéric François-Marsal (9. Juni 1924–14. Juni 1924) (1924 Präsident)
    - Präsident des Ministerrats Édouard Herriot (14. Juni 1924–1925, 1926, 1932)

- Griechenland
  - Staatsoberhaupt:
    - König Georg II. (1922–16. März 1924, 1935–1947)
    - Präsident Pavlos Kountouriotis (14. April 1924–1926, 1926–1929) (1920 Regent)

  - Regierungschef:
    - Ministerpräsident Stylianos Gonatas (1922–11. Januar 1924)
    - Ministerpräsident Eleftherios Venizelos (1910–1915, 1915, 1916–1917, 1917–1920, 11. Januar 1924–6. Februar 1924, 1928–1932, 1932, 1933)
    - Ministerpräsident Georgios Kaphantaris (6. Februar 1924–12. März 1924)
    - Ministerpräsident Alexandros Papanastasiou (12. März 1924–25. Juli 1924, 1932)
    - Ministerpräsident Themistoklis Sofoulis (25. Juli 1924–7. Oktober 1924, 1945–1946, 1947–1949)
    - Ministerpräsident Andreas Michalakopoulos (7. Oktober 1924–1925)

- Irland
  - Staatsoberhaupt: König Georg V. (1922–1936)
    - Generalgouverneur Timothy Michael Healy (1922–1928)

  - Regierungschef: Taoiseach William Thomas Cosgrave (1922–1932)

- Italien
  - Staatsoberhaupt: König Viktor Emanuel III. (1900–1946)
  - Regierungschef: Duce Benito Mussolini (1922–1943)

- Königreich der Serben, Kroaten und Slowenen (später Jugoslawien)
  - Staatsoberhaupt: König Alexander I. (1921–1934)
  - Regierungschef:
    - Ministerpräsident Nikola Pašić (1918, 1921–28. Juli 1924, 1924–1926)
    - Ministerpräsident Ljubomir Davidović (1919–1902, 28. Juli 1924–6. November 1924)
    - Ministerpräsident Nikola Pašić (1918, 1921–1924, 6. November 1924–1926)

- Lettland
  - Staatsoberhaupt: Präsident Jānis Čakste (1918–1925, 1925–1927)
  - Regierungschef:
    - Ministerpräsident Zigfrīds Anna Meierovics (1921–1923, 1923–25. Januar 1924)
    - Ministerpräsident Voldemārs Zāmuels (25. Januar 1924–16. Dezember 1924)
    - Ministerpräsident Hugo Celmiņš (16. Dezember 1924–1925, 1928–1931)

- Liechtenstein
  - Staatsoberhaupt: Fürst Johann II. (1858–1929)
  - Regierungschef Gustav Schädler (1922–1928)

- Litauen
  - Staatsoberhaupt: Präsident Aleksandras Stulginskis (1920–1926, 1926)
  - Regierungschef:
    - Ministerpräsident Ernestas Galvanauskas (1919–1920, 1922–18. Juni 1924)
    - Ministerpräsident Antanas Tumėnas (18. Juni 1924–1925)

- Luxemburg
  - Staatsoberhaupt: Großherzogin Charlotte (1919–1964) (1940–1945 im Exil)
  - Regierungschef: Staatsminister Émile Reuter (1918–1925)

- Monaco
  - Staatsoberhaupt: Fürst Louis II. (1922–1949)
  - Regierungschef: Staatsminister Maurice Piette (1923–1932)

- Niederlande
  - Staatsoberhaupt: Königin Wilhelmina (1890–1948) (1940–1945 im Exil)
  - Regierungschef: Ministerpräsident Charles Ruijs de Beerenbrouck (1918–1925, 1929–1933)

- Norwegen
  - Staatsoberhaupt: König Haakon VII. (1906–1957) (1940–1945 im Exil)
  - Regierungschef:
    - Ministerpräsident Abraham Berge (1923–25. Juli 1924)
    - Ministerpräsident Johan Ludwig Mowinckel (25. Juli 1924–1926, 1928–1931, 1933–1935)

- Österreich
  - Staatsoberhaupt: Bundespräsident Michael Hainisch (1920–1928)
  - Regierungschef:
    - Liste der Bundeskanzler der Republik Österreich#Bundeskanzler der Republik Österreich Ignaz Seipel (1922–20. November 1924)
    - Bundeskanzler Rudolf Ramek (20. November 1924–1926)

- Polen
  - Staatsoberhaupt: Präsident Stanisław Wojciechowski (1922–1926)
  - Regierungschef: Ministerpräsident Władysław Grabski (1923–1925)

- Portugal
  - Staatsoberhaupt: Präsident Manuel Teixeira Gomes (1923–1925)
  - Regierungschef:
    - Ministerpräsident Álvaro Xavier de Castro (1923–7. Juli 1924)
    - General Alfredo Rodrigues Gaspar (7. Juli–22. November 1924)

  - + Ministerpräsident José Domingues dos Santos (22. November 1924–1925)

- Rumänien
  - Staatsoberhaupt: König Ferdinand I. (1914–1927)
  - Regierungschef: Ministerpräsident Ion I. C. Brătianu (1922–1926)

- San Marino
  - Capitani Reggenti:
    - Marino Borbiconi (1894–1895, 1898–1899, 1903–1904, 1909–1910, 1923–1. April 1924) und Mario Michetti (1923–1. April 1924)
    - Angelo Manzoni Borghesi (1911–1912, 1917–1918, 1. April 1924–1. Oktober 1924, 1931, 1934–1935, 1940) und Francesco Mularoni (1. April 1924–1. Oktober 1924, 1931)
    - Francesco Morri (1918–1919, 1. Oktober 1924–1925, 1928–1929, 1933, 1936–1937) und Girolamo Gozi (1. Oktober 1924–1925, 1929)

  - Regierungschef: Außenminister Giuliano Gozi (1918–1943)

- Schweden
  - Staatsoberhaupt: König Gustav V. (1907–1950)
  - Regierungschef:
    - Ministerpräsident Ernst Trygger (1923–18. Oktober 1924)
    - Ministerpräsident Hjalmar Branting (18. Oktober 1924–1925)

- Schweiz[1]
  - Bundespräsident: Ernest Chuard (1924)
  - Bundesrat:
    - Giuseppe Motta (1911–1940)
    - Edmund Schulthess (1912–1935)
    - Robert Haab (1918–1929)
    - Ernest Chuard (1920–1928)
    - Jean-Marie Musy (1920–1934)
    - Karl Scheurer (1920–1929)
    - Heinrich Häberlin (1920–1934)

- Sowjetunion
  - Parteichef: Generalsekretär der KPdSU Josef Stalin (1922–1953)
  - Staatsoberhaupt: Vorsitzender des Präsidiums des obersten Sowjets Michail Iwanowitsch Kalinin (1922–1946)
  - Regierungschef: 
    - Vorsitzender des Ministerrats Wladimir Lenin (1917–21. Januar 1924)
    - Vorsitzender des Ministerrats Alexei Rykow (1924–1930)

- Spanien
  - Staatsoberhaupt: König Alfons XIII. (1886–1941)
  - Regierungschef: Regierungspräsident Miguel Primo de Rivera Orbaneja (1923–1930)

- Tschechoslowakei
  - Staatsoberhaupt: Präsident Tomáš Masaryk (1918–1935)
  - Regierungschef: Ministerpräsident Antonín Švehla (1922–1926, 1926–1929)

- Türkei
  - Staatsoberhaupt: Präsident Mustafa Kemal (1923–1938)
  - Regierungschef:
    - Ministerpräsident İsmet İnönü (1923–22. November 1924)
    - Ministerpräsident Ali Fethi Okyar (22. November 1924–1925)

- Ungarn
  - Staatsoberhaupt: Reichsverweser Admiral Miklós Horthy (1920–1944)
  - Regierungschef: Ministerpräsident Graf István Bethlen (1921–1931)

- Vereinigtes Königreich
  - Staatsoberhaupt: König Georg V. (1910–1936)
  - Regierungschef:
    - Premierminister Earl Stanley Baldwin (1923–22. Januar 1924)
    - Premierminister Ramsay MacDonald (22. Januar–4. November 1924)
    - Premierminister Earl Stanley Baldwin (4. November 1924–1929)